# Interstate 369 (Texas)
Pour les articles homonymes, voir I369 et Route 369.
L'Interstate 369 (I-369) est une autoroute du Nord-est du Texas. Lorsqu'elle sera complétée, l'autoroute débutera à un échangeur avec l'I-69 / US 84 à l'est de Tenaha et se dirigera vers le nord via Carthage, Marshall, Jefferson et Atlanta avant de se terminer à un échangeur avec l'I-49 / US 59 / US 71 au nord de Texarkana. L'I-369 formera un multiplex avec la US 59 sur toute sa longueur. Si les projets se concrétisent, l'I-369 fera près de 120 miles (190 km).

## Description du tracé
L'I-369 débute à l'intersection avec US 59 / Loop 151 et se dirige vers le nord sur trois miles (5,6 km) où elle se termine à l'I-30.

## Liste des sorties
| Interstate 369                            |              |      |      |        |                                                                                    |                                                              |
| Comté                                     | Municipalité | mi   | km   | Sortie | Intersections / Destinations                                                       | Notes                                                        |
| Bowie                                     | Texarkana    | 0,00 | 0,00 | 111A   | US 59 sud / SH 93 (en) nord / Loop 151 (en) est vers I-49 / FM 3527 (en) – Houston | Terminus sud du multiplex avec US 59 / Loop 151              |
| Bowie                                     | Texarkana    | 0,91 | 1,46 | 111B   | Frontage Road                                                                      | Sortie direction sud, entrée direction nord                  |
| Bowie                                     | Texarkana    | 1,34 | 2,16 | 112    | US 67 (7th Street)                                                                 |                                                              |
| Bowie                                     | Texarkana    | 2,14 | 3,44 | 113    | Westlawn Drive / Redwater Road – Wake Village                                      |                                                              |
| Bowie                                     | Texarkana    | 2,93 | 4,72 | 114A   | US 82 (New Boston Road)                                                            | Indiqué sortie 114 en direction sud                          |
| Bowie                                     | Texarkana    | 3,59 | 5,78 | 114B   | FM 559 (en) (Richmond Road)                                                        | Sortie direction nord, entrée direction sud                  |
| Bowie                                     | Texarkana    | 4,21 | 6,78 |        | I-30 / US 59 nord – Little Rock, Dallas                                            | Terminus nord du multiplex avec US 59; sortie 220A de l'I-30 |
| - Terminus de multiplex - Accès incomplet |              |      |      |        |                                                                                    |                                                              |